# الاحتباس الحراري في فيتنام
يؤكد عدد من الدراسات على أن فيتنام ضمن أكثر البلدان التي ستتضرر بفعل الاحتباس الحراري في العقود القادمة. تشمل هذه الآثار السلبية ارتفاع منسوب البحار، وملوحة التربة، وغيرها من المشاكل الهيدرولوجية مثل الفيضانات، والترسبات، فضلاً عن تزايد تواتر المخاطر الطبيعية مثل الموجات الباردة، وعرام العواصف، وجميعها ستؤثر سلبًا على التنمية في البلاد واقتصادها بما في ذلك الزراعة، وتربية الأحياء المائية، والبنية التحتية للطرق وغيرها.
تزيد بعض القضايا مثل انخساف الأرض (الناجم عن الاستخراج المفرط للمياه الجوفية) من تفاقم بعض الآثار التي سيحدثها الاحتباس الحراري، مثل ارتفاع مستوى سطح البحر، خاصة في مناطق مثل دلتا ميكونغ. اتخذت الحكومة والمنظمات غير الحكومية والمواطنون تدابير مختلفة للتخفيف من التأثير والتكيف معها.

## خلفية
تسببت الزيادة في تركيز غازات الدفيئة مثل ثاني أكسيد الكربون والميثان وأكسيد النيتروز في الغلاف الجوي في حدوث احتباس حراري عالمي من صنع الإنسان، والذي جذب اهتمامًا واسعًا من المجتمع الدولي. في عام 1998، أطلقت المنظمة العالمية للأرصاد الجوية وبرنامج الأمم المتحدة للبيئة اللجنة الدولية للتغيرات المناخية، وهي منظمة حكومية دولية تابعة للأمم المتحدة، لدراسة تغير المناخ الناجم عن الأنشطة البشرية. خلص تقرير صادر عن اللجنة الدولية للتغيرات المناخية عام 2014 إلى أن تغير المناخ العالمي سيكون له تأثير كبير على عدد كبير من البلدان، وهو أمر غير مواتٍ للمناطق ذات القدرة الضعيفة على التكيف والظروف الطبيعية الهشة. لسوء الحظ، رجحت اللجنة أن تكون فيتنام أكثر الدول تضررًا من الاحتباس الحراري، وذلك نظرًا لخطها الساحلي الواسع، وسهولها الشاسعة، وموقعها على مسار الأعاصير وكذلك وجود عدد كبير من السكان الذين يعيشون تحت خط الفقر.

## الآثار المتوقعة

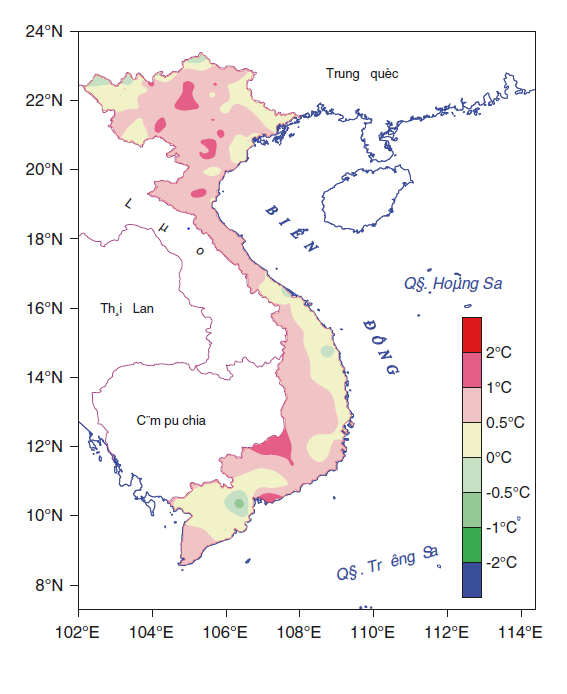
الشكل 1. التغير في المتوسط السنوي لدرجة الحرارة (درجة مئوية) خلال الـ 52 عامًا الماضية في فيتنام

من خلال الملاحظات وطرق البحث المختلفة، يعتقد العلماء عمومًا بالاعتماد على سجل تاريخ فيتنام الماضي ونموذج التنبؤ المستقبلي، أن علامات الاحتباس الحراري قد حددت من خلال التغييرات في مختلف عناصر المناخ المرصودة. وخلصوا إلى وجود ارتفاع في درجة الحرارة وهطول الأمطار بشكل عام؛ كما ازداد تواتر القيم المتطرفة، وأصبح توزيع هطول الأمطار للزمان والمكان أكثر تفاوتًا.

### درجة الحرارة
وفقًا للبيانات اليومية التي جمعت من 23 محطة أرصاد جوية ساحلية في فيتنام خلال الفترة من 1960 إلى 2011، فقد زاد متوسط درجات الحرارة السنوية في المناطق الساحلية لفيتنام بشكل ملحوظ خلال 52 عامًا (من 1960 إلى 2011). عثر على زيادات عالية قدرها 0.24 و 0.28 درجة مئوية لكل عقد في محطتي فونج تاو وكا ماو الواقعتين في الساحل الجنوبي. تظهر معظم المحطات في الساحل الشمالي الأوسط زيادة قدرها 0.15 إلى 0.19 درجة مئوية لكل عقد. (انظر الشكل 1)
علاوة على ذلك، تفاوتت التغيرات في درجة الحرارة القصوى في فيتنام في النطاق من -3 إلى 3 درجة مئوية. في حين تفاوتت التغيرات في درجات الحرارة الدنيا في الغالب في النطاق من -5 إلى 5 درجة مئوية. تميل كل من درجات الحرارة القصوى والدنيا إلى الزيادة، مع ارتفاع درجات الحرارة الدنيا بشكل أسرع من درجات الحرارة القصوى، ما يعكس الميل التوجهي الناجم عن الاحتباس الحراري العالمي.

### هطول الأمطار
على عكس درجات الحرارة، تختلف التغيرات في اتجاهات هطول الأمطار اختلافًا كبيرًا بين المناطق. تُظهر إحصاءات هطول الأمطار على فيتنام للفترة من 1961 إلى 2008 اتجاهًا متزايدًا بشكل ملحوظ في الساحل الجنوبي الأوسط بينما تميل إلى الانخفاض في الساحل الشمالي (من حوالي 17 شمالًا شمالًا).